# Leighton House Museum

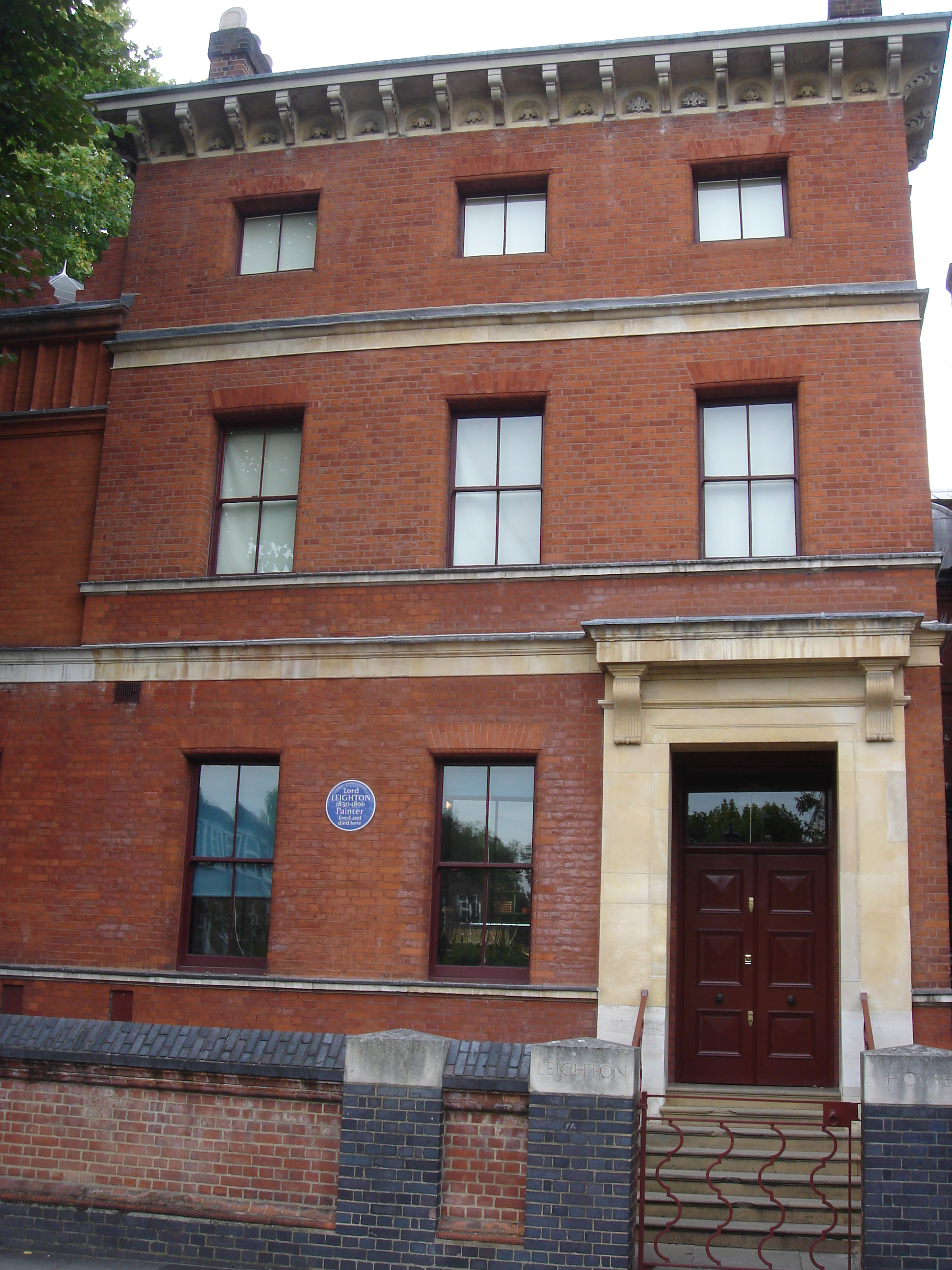
Leighton House gezien vanaf de Holland Park Road

Het Leighton House Museum is een museum in Londen gelegen aan de Holland Park Road nr 12 in het borough Kensington en Chelsea.

## Toelichting

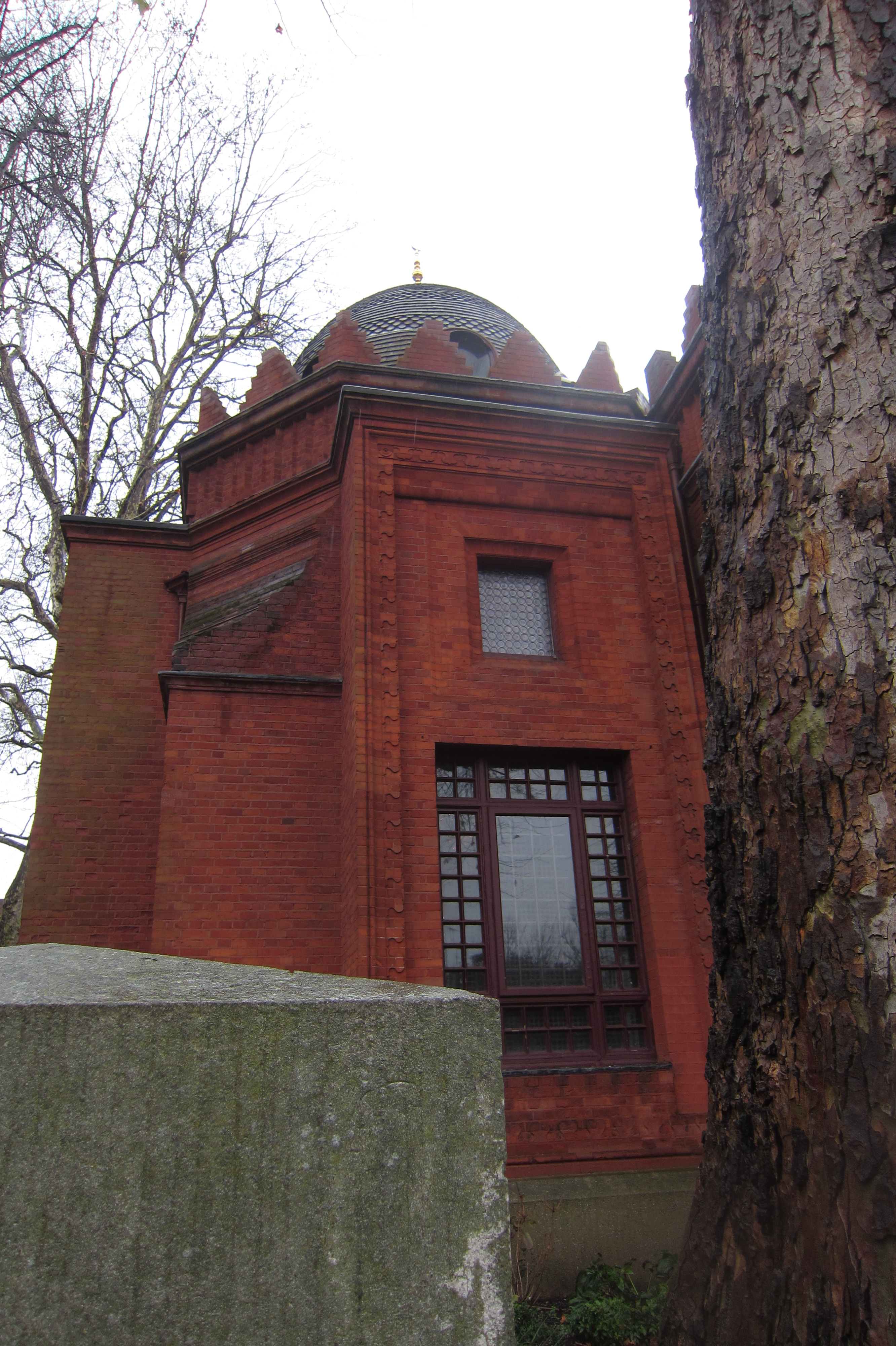
Leighton House, detail gevel (2017)

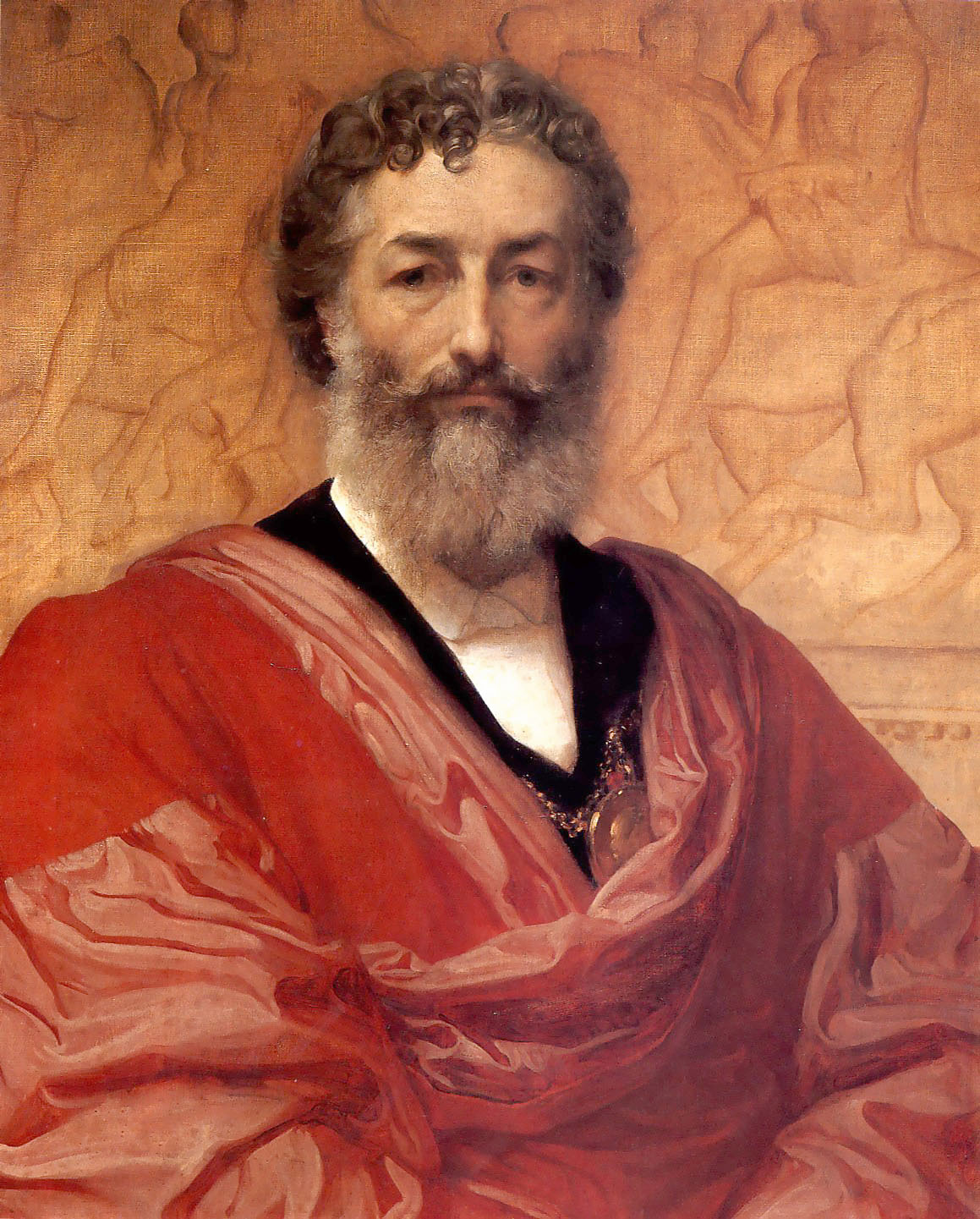
Leightons zelfportret (1880)

Het museum dat sinds 1929 opengesteld werd voor het publiek, is ondergebracht in de vroegere residentie van de kunstschilder Frederic Leighton (1830-1896). In dit museum is een omvangrijke kunstverzameling van Leightons werk te zien met 81 olieverfschilderijen. Na Leightons dood in 1896 werd een duizendtal tekeningen verworven door de Fine Art Society. De zusters van de kunstenaar verkochten na zijn dood een deel van de collectie waaronder werk van John Constable en Eugène Delacroix. 

Naast het tonen van de vaste collectie gaan er regelmatig tentoonstellingen door, o.a. van werk van Lourens Alma Tadema. De vaste collectie bevat werk van de volgende  Prerafaëlieten: John Everett Millais, Edward Burne-Jones en George Frederick Watts.
De belangrijkste schilderijen van Leighton in de collectie, die verwijzen naar de Italiaanse  renaissance of de Griekse mythologie, zijn:
- The Death of Brunelleschi – 1852
- Charles Edward Perugini – 1855
- A Noble Lady of Venice – ca 1865
- Hercules Wrestling with Death for the Body of Alcestes – 1869–71
- Clytemnestra from the Battlements of Argos Watches for the Beacon Fires Which Are to Announce the Return of Agamemnon – c1874
- Professor Giovanni Costa – 1878
- The Countess of Brownlow – ca 1878–79
- The Vestal – c1882-3
- Alexandra Sutherland Orr (née Leighton) – 1890
- And the sea gave up the dead which were in it – ca 1891–92

Het museum is op dinsdag gesloten en 's zondags is er een gratis rondleiding door een gids.

## Het gebouw
In 1864 kocht Leighton een stuk grond in Holland Park, waar hij een groot huis liet bouwen naar de plannen van architect George Aitchison. De constructie ervan gebeurde in verschillende fasen en nam 30 jaar in beslag. De architect baseerde zich op het bouwplan van het kasteel La Zisa in Palermo. Het interieur is uitzonderlijk gedetailleerd uitgewerkt in eclectische stijl, een mengvorm van stijlen uitgewerkt tot een bevallig geheel. De vertrekken bevatten victoriaanse vormen en er is een centrale hal verwijzend naar Arabische bouwelementen. Het ruime gebouw bevat slechts één slaapkamer voorzien van een ijzeren bed. Aan de achterzijde van het huis is een metalen trap voorzien die Leightons modellen discreet toegang verschaften. Dorothy Dene, een van zijn modellen, stond ook model voor Eliza Doolittle uit My Fair Lady. Leighton betaalde dictielessen voor haar.
Het gebouw is een Grade II bouwwerk, wat betekent dat het op de Statutory List of Buildings of Special Architectural or Historic Interest staat. Het gebouw onderging in 2010 en 2011 een grondige renovatie. Vlakbij ligt het nieuwe Designmuseum.